# Carlo I di Baden
Carlo I di Baden (1427 – Pforzheim, 24 febbraio 1475) fu il margravio di Baden-Baden tra il 1454–1475.
Carlo era il maggiore dei figli maschi del margravio di Baden-Baden Giacomo I e di sua moglie Caterina, figlia del duca Carlo II di Lorena. Nel 1462, rimase coinvolto nella Guerra bavarese (1459–63) contro l'elettore Federico I del Palatinato: la guerra terminò in quello stesso anno con la sconfitta e cattura di Carlo, sconfitto nella battaglia di Seckenheim.

## Famiglia e figli
Il 1º luglio 1447 sposò Caterina d'Austria, figlia di Ernesto I d'Asburgo, detto "il Ferreo", dalla quale ebbe sei figli:
- Caterina (1449–1484), sposò nel 1464 il conte Giorgio III di Werdenberg-Sargans († 1500)
- Cimburga (1450–1501), sposò nel 1468 il conte Engelberto II di Nassau (1451–1504)
- Margherita (1452–1495), badessa del convento di Lichtenthal
- Cristoforo I (1453–1527), margravio di Baden, sposò nel 1468 la contessa Ottilia di Katzenelnbogen
- Alberto (1456–1488), margravio di Baden-Hachberg
- Federico (1458–1517), vescovo di Utrecht

## Ascendenza
|                           |                      |                                 | Genitori                             |  |  | Nonni |  |  | Bisnonni            |  |  | Trisnonni |  |
|                           |                      |                                 |                                      |  |  |       |  |  | Rodolfo VI di Baden |  |  | …         |  |
|                           |                      |                                 |                                      |  |  |       |  |  | Rodolfo VI di Baden |  |  | …         |  |
|                           |                      | …                               |                                      |  |  |       |  |  | Rodolfo VI di Baden |  |  |           |  |
| Bernardo I di Baden       |                      |                                 |                                      |  |  |       |  |  | Rodolfo VI di Baden |  |  |           |  |
|                           |                      | Matilde di Sponheim-Starkenburg | …                                    |  |  |       |  |  |                     |  |  |           |  |
|                           |                      | Matilde di Sponheim-Starkenburg | …                                    |  |  |       |  |  |                     |  |  |           |  |
|                           |                      | Matilde di Sponheim-Starkenburg | …                                    |  |  |       |  |  |                     |  |  |           |  |
| Giacomo I di Baden        |                      | Matilde di Sponheim-Starkenburg |                                      |  |  |       |  |  |                     |  |  |           |  |
|                           |                      | Luigi X di Oettingen            | …                                    |  |  |       |  |  |                     |  |  |           |  |
|                           |                      | Luigi X di Oettingen            | …                                    |  |  |       |  |  |                     |  |  |           |  |
|                           |                      | Luigi X di Oettingen            | …                                    |  |  |       |  |  |                     |  |  |           |  |
| Anna di Oettingen         |                      | Luigi X di Oettingen            |                                      |  |  |       |  |  |                     |  |  |           |  |
|                           |                      | Beatrice di Helfenstein         | …                                    |  |  |       |  |  |                     |  |  |           |  |
|                           |                      | Beatrice di Helfenstein         | …                                    |  |  |       |  |  |                     |  |  |           |  |
|                           |                      | Beatrice di Helfenstein         | …                                    |  |  |       |  |  |                     |  |  |           |  |
| Carlo I di Baden          |                      | Beatrice di Helfenstein         |                                      |  |  |       |  |  |                     |  |  |           |  |
|                           | Giovanni I di Lorena | Rodolfo di Lorena               |                                      |  |  |       |  |  |                     |  |  |           |  |
|                           | Giovanni I di Lorena | Rodolfo di Lorena               |                                      |  |  |       |  |  |                     |  |  |           |  |
|                           | Giovanni I di Lorena | Maria di Blois                  |                                      |  |  |       |  |  |                     |  |  |           |  |
| Carlo II di Lorena        | Giovanni I di Lorena |                                 |                                      |  |  |       |  |  |                     |  |  |           |  |
|                           |                      | Sofia di Württemberg            | Eberardo II di Württemberg           |  |  |       |  |  |                     |  |  |           |  |
|                           |                      | Sofia di Württemberg            | Eberardo II di Württemberg           |  |  |       |  |  |                     |  |  |           |  |
|                           |                      | Sofia di Württemberg            | Elisabetta di Henneberg-Schleusingen |  |  |       |  |  |                     |  |  |           |  |
| Caterina di Lorena        |                      | Sofia di Württemberg            |                                      |  |  |       |  |  |                     |  |  |           |  |
|                           |                      | Roberto II del Palatinato       | Federico V di Norimberga             |  |  |       |  |  |                     |  |  |           |  |
|                           |                      | Roberto II del Palatinato       | Federico V di Norimberga             |  |  |       |  |  |                     |  |  |           |  |
|                           |                      | Roberto II del Palatinato       | Elisabetta di Meißen                 |  |  |       |  |  |                     |  |  |           |  |
| Margherita del Palatinato |                      | Roberto II del Palatinato       |                                      |  |  |       |  |  |                     |  |  |           |  |
|                           |                      | Beatrice d'Aragona              | Pietro II di Sicilia                 |  |  |       |  |  |                     |  |  |           |  |
|                           |                      | Beatrice d'Aragona              | Pietro II di Sicilia                 |  |  |       |  |  |                     |  |  |           |  |
|                           |                      | Beatrice d'Aragona              | Elisabetta di Carinzia               |  |  |       |  |  |                     |  |  |           |  |
|                           |                      | Beatrice d'Aragona              |                                      |  |  |       |  |  |                     |  |  |           |  |